# Stamnodes casta
Stamnodes casta là một loài bướm đêm trong họ Geometridae.